# سیارک ۳۵۶۰
سیارک ۳۵۶۰ (به انگلیسی: 3560 Chenqian، نامگذاری:1980RZ2) سه هزار و پانصد و شصتمین سیارک کشف شده‌است که در ۳ سپتامبر ۱۹۸۰ کشف شد.
قدر مطلق سیارک برابر ۱۰٫۵۰ است.